# Danaidowate
Danaidowate (Danainae) – podrodzina owadów z rzędu motyli. Występują one w lasach Azji, Ameryki Północnej oraz Afryki, czyli terenach tropikalnych i subtropikalnych.

## Charakterystyka
Dorosłe osobniki danaidowatych są wąskie i wydłużone. Rozpiętość ich skrzydeł wynosi od 50 do 180 mm. Mają krótkie czułki. Posiadają gruczoły wytwarzające cuchnącą i piekącą ciecz. Z tego powodu omijają je owadożerne ptaki oraz gady; niedoświadczone ptaki owadożerne dziobnąwszy motyla szybko wypluwają go i dokładnie czyszczą dziób. Motyle zwykle mają jaskrawe ubarwienie. Owady, które wyglądem przypominają je, nie są atakowane przez zwierzęta owadożerne. Przykładem może być motyl z rodziny rusałkowatych zwany wicekrólem (Limenitis archippus). Gąsienice tych motyli mają mięsiste, parzące wyrostki na niektórych segmentach ciała. Żywią się roślinami zazwyczaj trojeściowatymi (Asclepiadaceae). Niektóre gatunki tych motyli odbywają długie wędrówki. Najbardziej znanym z takich motyli jest monarcha (Danaus plexippus), który dziennie pokonuje około 130 km.